# Středočeská 1. liga 1928-1929
La Kvalifikační soutěž Středočeské 1. ligy 1928-1929 vide la vittoria finale dello Slavia Praga.
Capocannoniere del torneo fu Antonín Puč dello Slavia Praga con 13 reti.

## Classifica finale
|   | Classifica      | G  | V  | N | P  | GF | GS | Pti |
| - | --------------- | -- | -- | - | -- | -- | -- | --- |
| 1 | Slavia Praga    | 12 | 10 | 1 | 1  | 47 | 15 | 21  |
| 2 | Viktoria Žižkov | 12 | 8  | 2 | 2  | 41 | 20 | 18  |
| 3 | Sparta          | 12 | 5  | 3 | 4  | 32 | 21 | 13  |
| 4 | Bohemians       | 12 | 6  | 0 | 6  | 33 | 31 | 12  |
| 5 | Kladno          | 12 | 4  | 2 | 6  | 20 | 30 | 10  |
| 6 | Čechie Karlín   | 12 | 2  | 3 | 7  | 11 | 29 | 7   |
| 7 | Libeň           | 12 | 1  | 1 | 10 | 13 | 50 | 3   |

### Verdetti
- Slavia Praga Campione di Cecoslovacchia 1928-1929.
- Slavia Praga e Sparta ammesse alla Coppa dell'Europa Centrale 1929.
- Libeň Retrocesso.

## Statistiche

### Classifica Marcatori
| Gol |  |  | Giocatore       | Squadra         |
| --- |  |  | --------------- | --------------- |
| 13  |  |  | Antonín Puč     | Slavia Praga    |
| 11  |  |  | Bohumil Joska   | Slavia Praga    |
| 11  |  |  | Karel Podrazil  | Viktoria Žižkov |
| 10  |  |  | Karel Bejbl     | Bohemians       |
| 9   |  |  | Jindřich Šoltys | Slavia Praga    |
| 8   |  |  | Otto Novák      | Viktoria Žižkov |
| 8   |  |  | Antonín Šedivý  | Bohemians       |
| 7   |  |  | Adolf Patek     | Sparta          |
| 7   |  |  | Josef Silný     | Sparta          |